# Miliscola
Miliscola (Miliscòla) è una frazione dei comuni di Bacoli e Monte di Procida, nella città metropolitana di Napoli.

## Geografia fisica

### Territorio
Oggi è una spiaggia lunga poco meno di due km, rivolta a sud, affacciata sul canale di Procida, che si estende da Capo Miseno fino al Monte di Procida, molto frequentata durante la stagione estiva.

### Clima
Il clima di Miliscola è tipicamente mediterraneo, con inverni miti ed estati calde, anche se non sono mancati fenomeni nevosi, come negli ultimi decenni in tutto il territorio del Sud Italia.

## Storia
de l'crepuscolo dolce s'abandona

tutta ne l'mare che d'in torno romba

l'inno possente.»
(Ebrezza vesperale, Emanuele Pietrocola)
Il nome (dal latino militum schola) deriva dal fatto che questa zona era usata come scuola militare dell'impero romano, anche per la vicinanza con il porto naturale di Miseno.

## Economia

### Turismo
A partire da Capo Miseno, la Marina Militare, l'Esercito Italiano e l'Aeronautica Militare, hanno scelto diversi settori della battigia come colonie estive per le famiglie dei propri dipendenti. Negli anni 70-80 erano attivi servizi di collegamento tra Napoli e questi stabilimenti, con bus guidati da autisti provenienti dalla leva militare. Verso metà degli anni Ottanta, i collegamenti vennero effettuati da autolinee private convenzionate con i vari enti della difesa. Altri servizi, prima gestiti da militari, di leva e di carriera, furono successivamente affidati a soggetti privati.

## Infrastrutture e trasporti
Il comune di Bacoli, per limitare il traffico nella zona, imponeva, fino al 2008, un pedaggio per l'accesso di alcune categorie di veicoli nel periodo estivo.